# Pharsalia proxima
Pharsalia proxima är en skalbaggsart som beskrevs av Charles Joseph Gahan 1890. Pharsalia proxima ingår i släktet Pharsalia och familjen långhorningar.
Artens utbredningsområde är Sri Lanka. Inga underarter finns listade i Catalogue of Life.